# 福華街

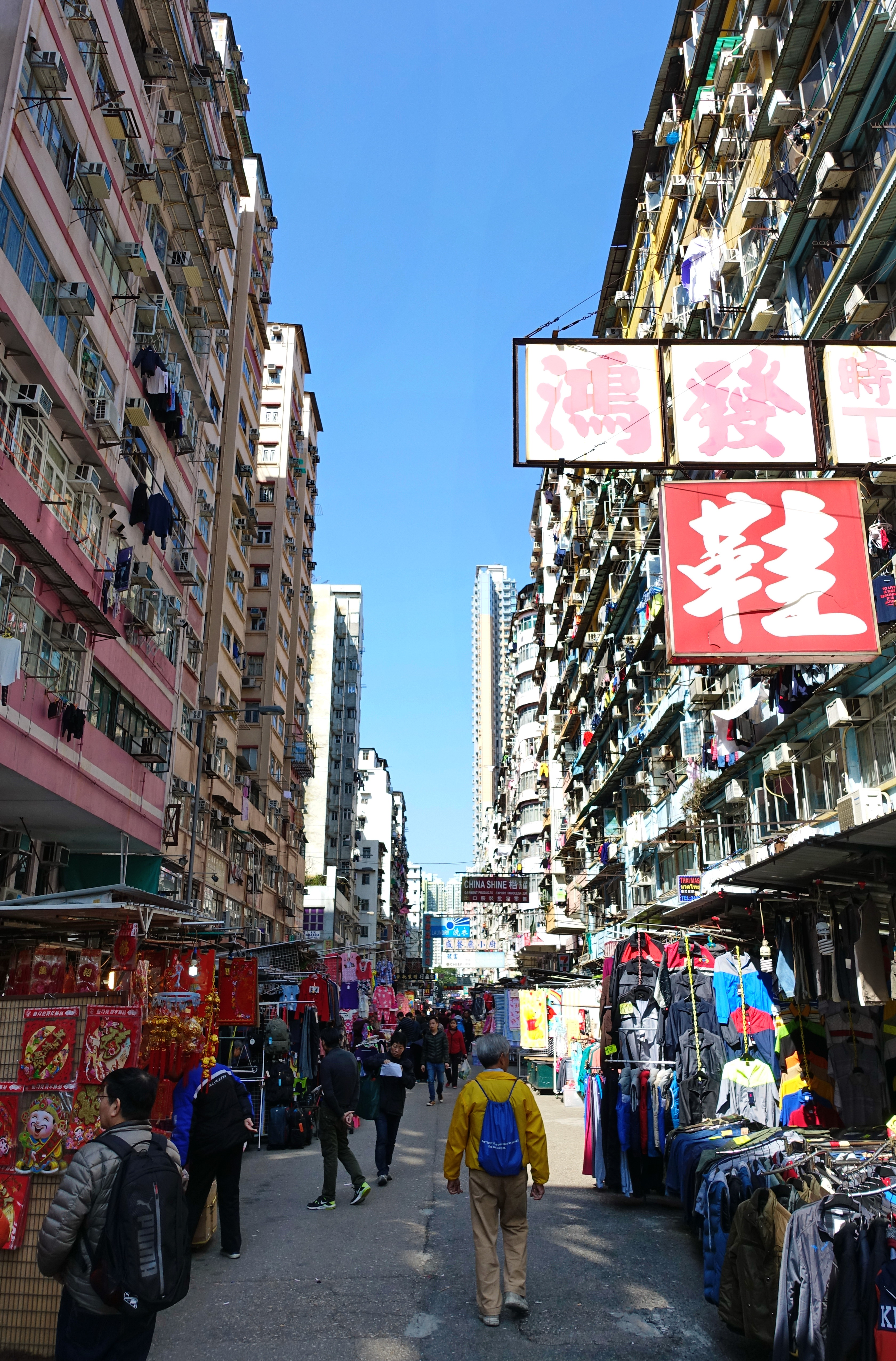
福華街近南昌街

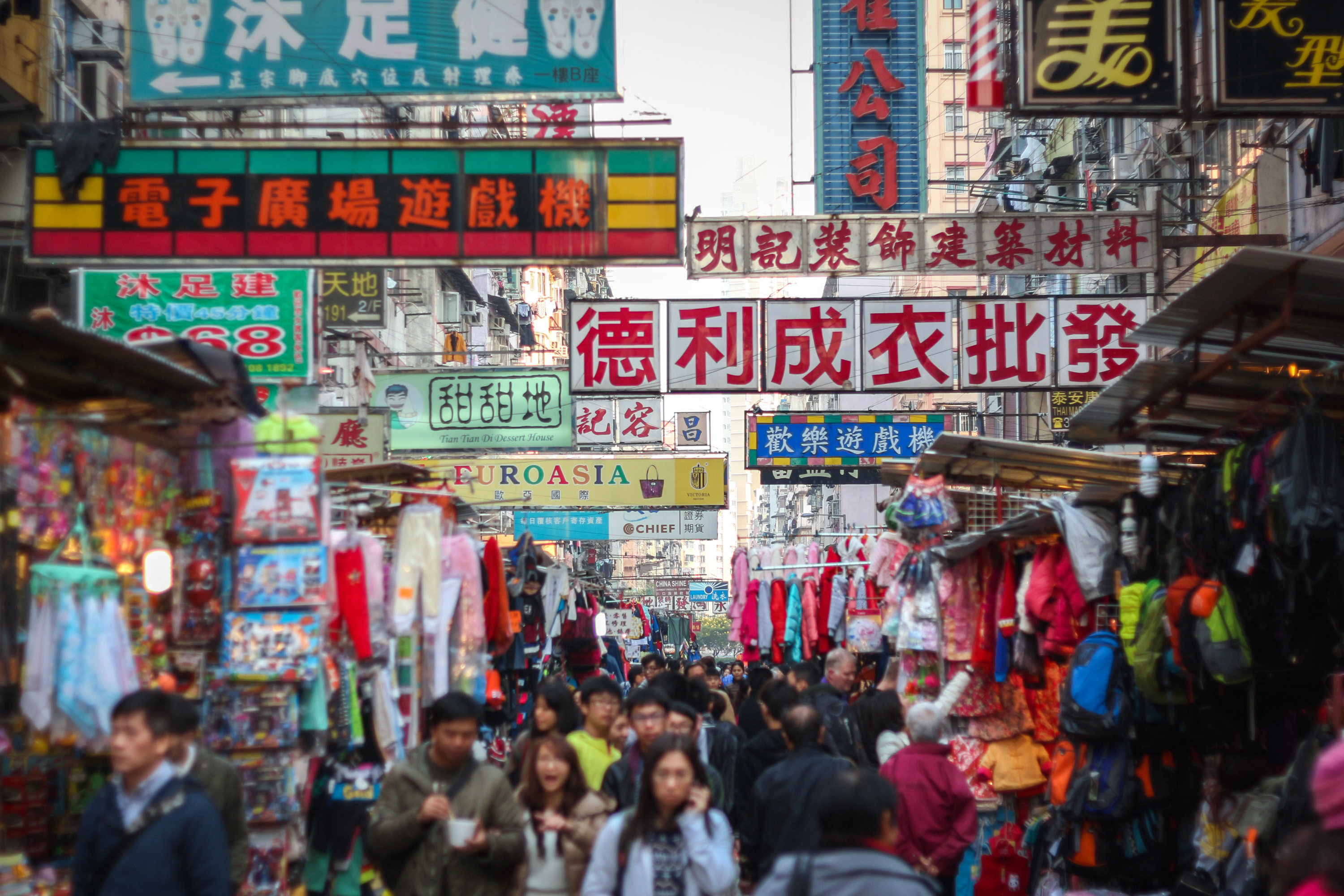
2013年的福華街

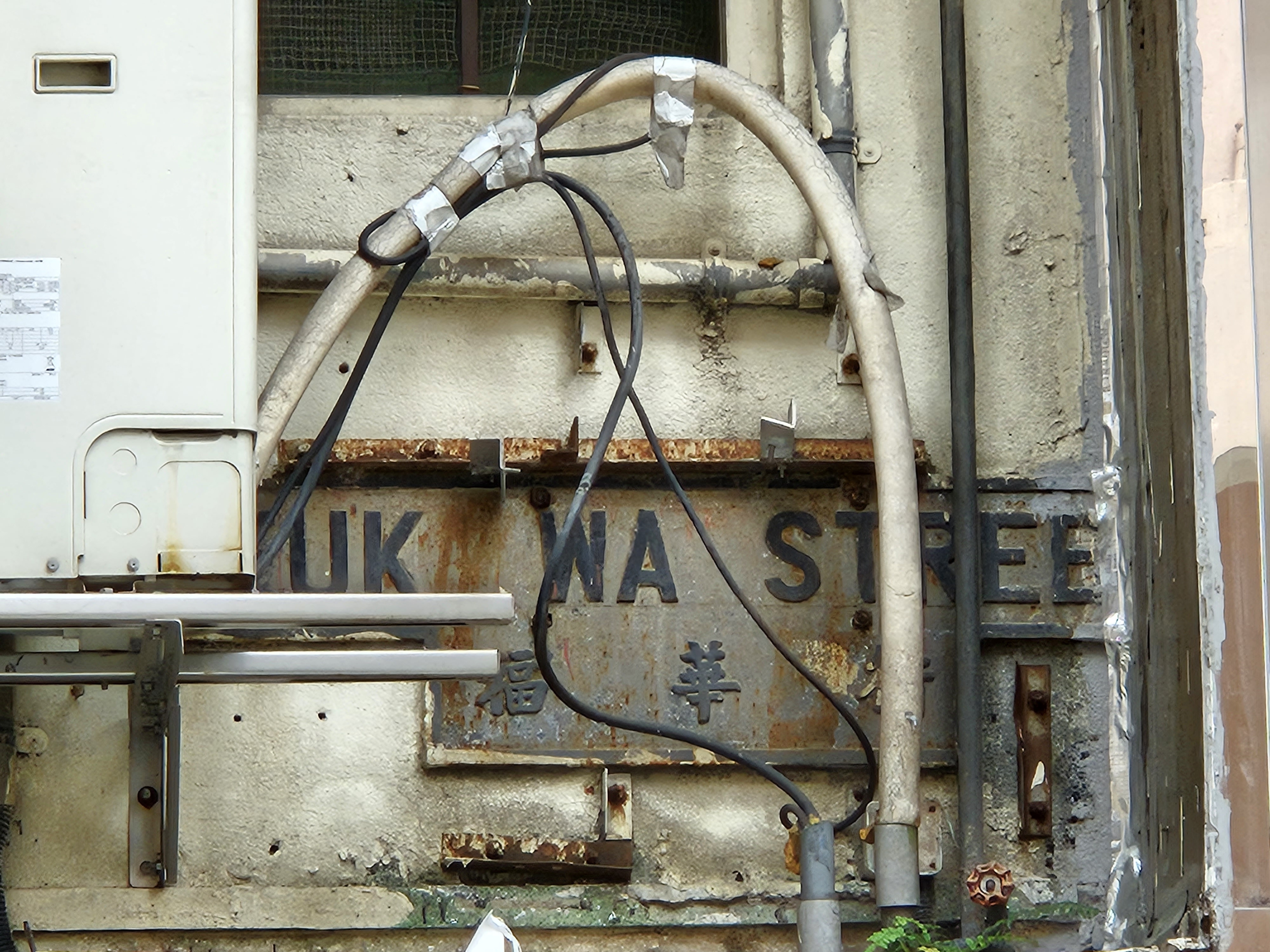
福華街方角T型街牌

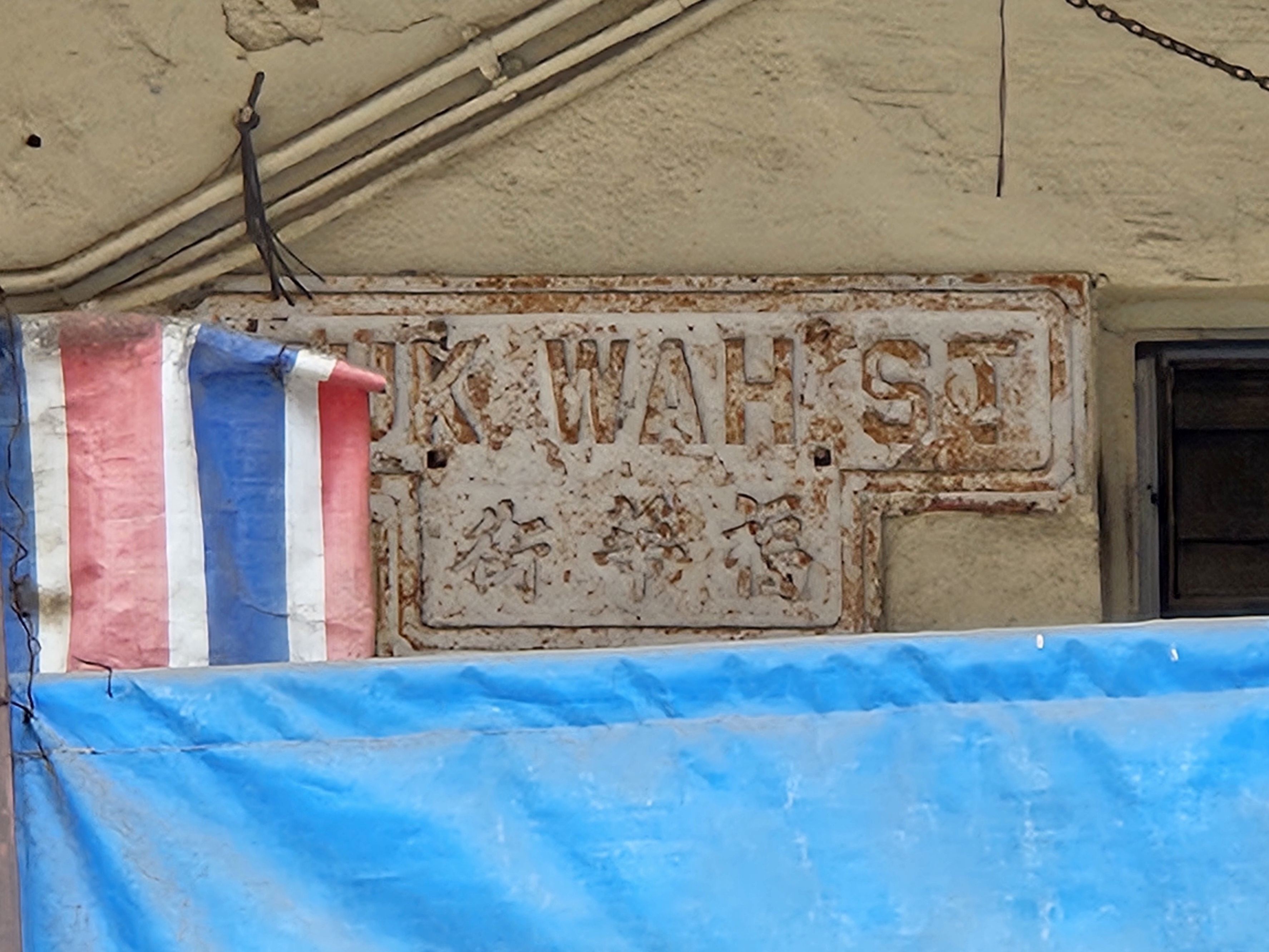
福華街凹角T型街牌

福華街（英語：Fuk Wa Street）是香港九龍深水埗區一條主要道路，橫跨深水埗南部至長沙灣北部。當中介乎南昌街至桂林街的一段福華街，被劃為部份時間開放的行人專用區，為深水埗的一個露天市場。
福華街現時被分為兩段。南面的一段從大埔道近長沙灣道交界開始，至九龍工業學校為止，長約1.2公里。北段則由長沙灣體育館開始，至永康街為止，長約0.2公里。北段與南段之間主要被前長沙灣工廠大廈及元州邨等建築物相隔，兩者相距約0.8公里。
福華街與鄰近的福榮街俗稱「玩具街」，因為由於南昌街至北河街一段有數十家玩具及精品的專門店，部份兼營批發及零售生意。近北河商場、恒生銀行及港鐵深水埗站B2出口。另一方面，福華街亦設有不少知名食肆，如利星小廚（利星小炒海鮮火鍋）等，桂林街至欽州街一段亦有購物中心，如黃金電腦商場及福仁商場，並有不少售賣電子產品的商店，因此人流非常高，在大型節目如電腦節期間更是水洩不通。

## 歷史
清代時期，今福華街原本屬菴由村範圍內。
到1924年，深水埗近元洲一帶進入了市區範圍，香港政府將這條道路稱為菴由街，後來才改稱為福華街。街名以「深水埗皇帝」黃耀東的福華銀業公司命名。

## 特色
位於南昌街至桂林街一段的福華街的露天市場，主要在每天中午12時至晚上9時營業，所售賣的貨品主要有衣服、玩具及飾物。
另一方面，南昌街以南的一段福華街，是深水埗的一個紅燈區。

## 圖片

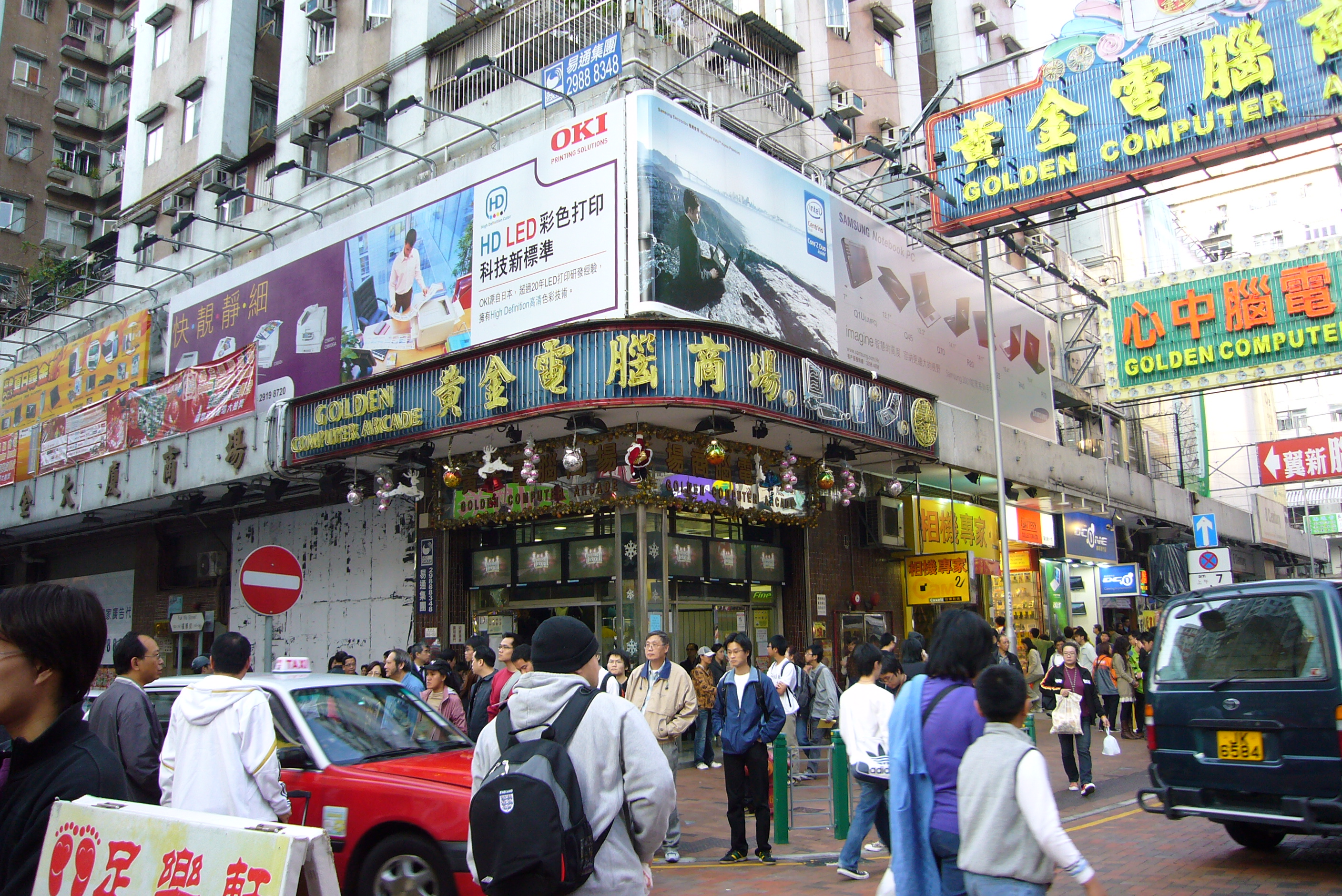
福華街與桂林街交界的黃金電腦商場
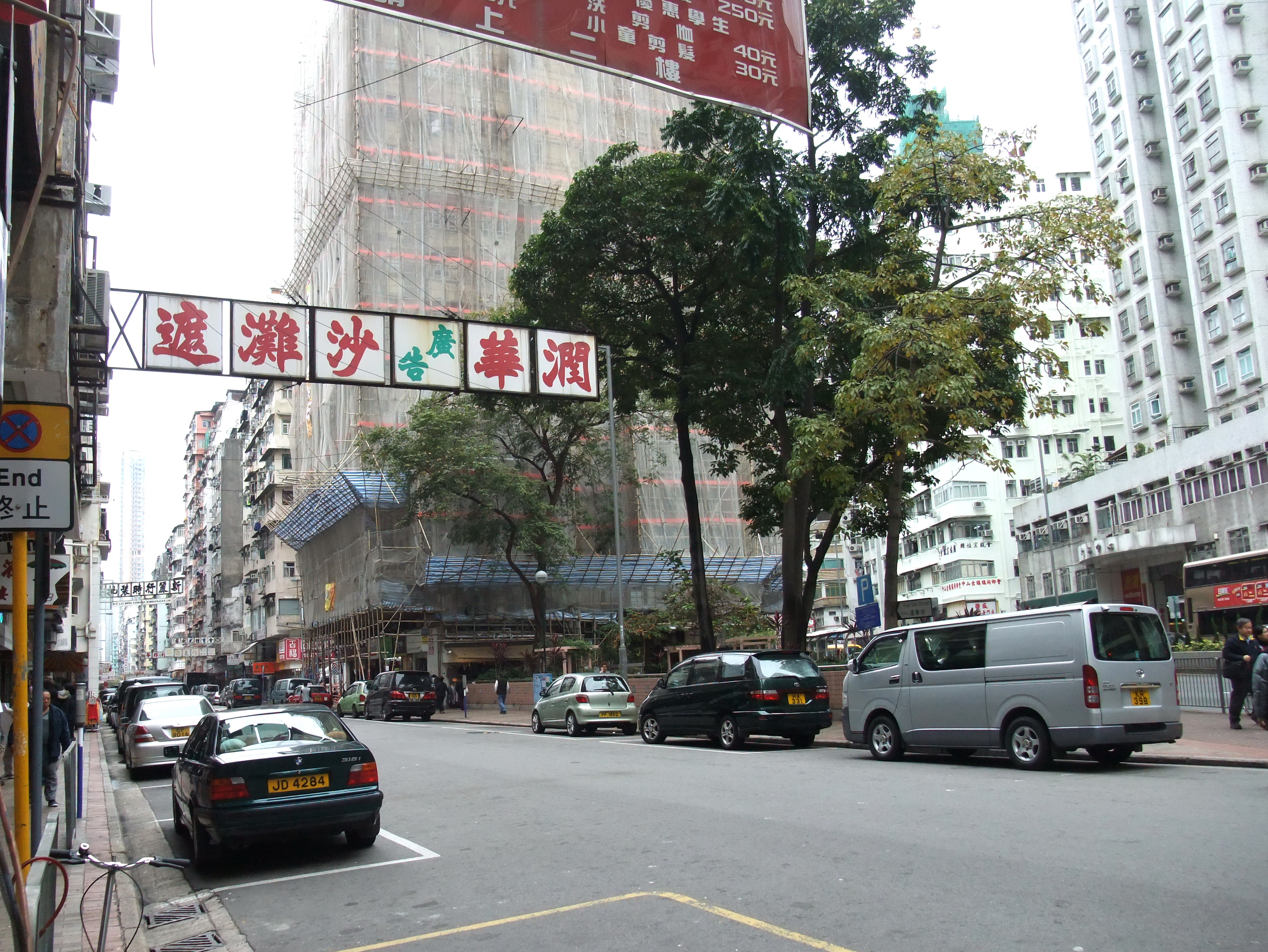
福華街南端，鄰近大埔道的一段

## 鄰近地點
- 高登電腦中心與黃金電腦商場
- 九龍工業學校
- 福榮街官立小學
- 福華街實用中學
- 福榮街
- 利星小炒王

## 外部連結
- 影視及娛樂事務管理處 - 福華街